# Vochtig grasland gedomineerd door russen

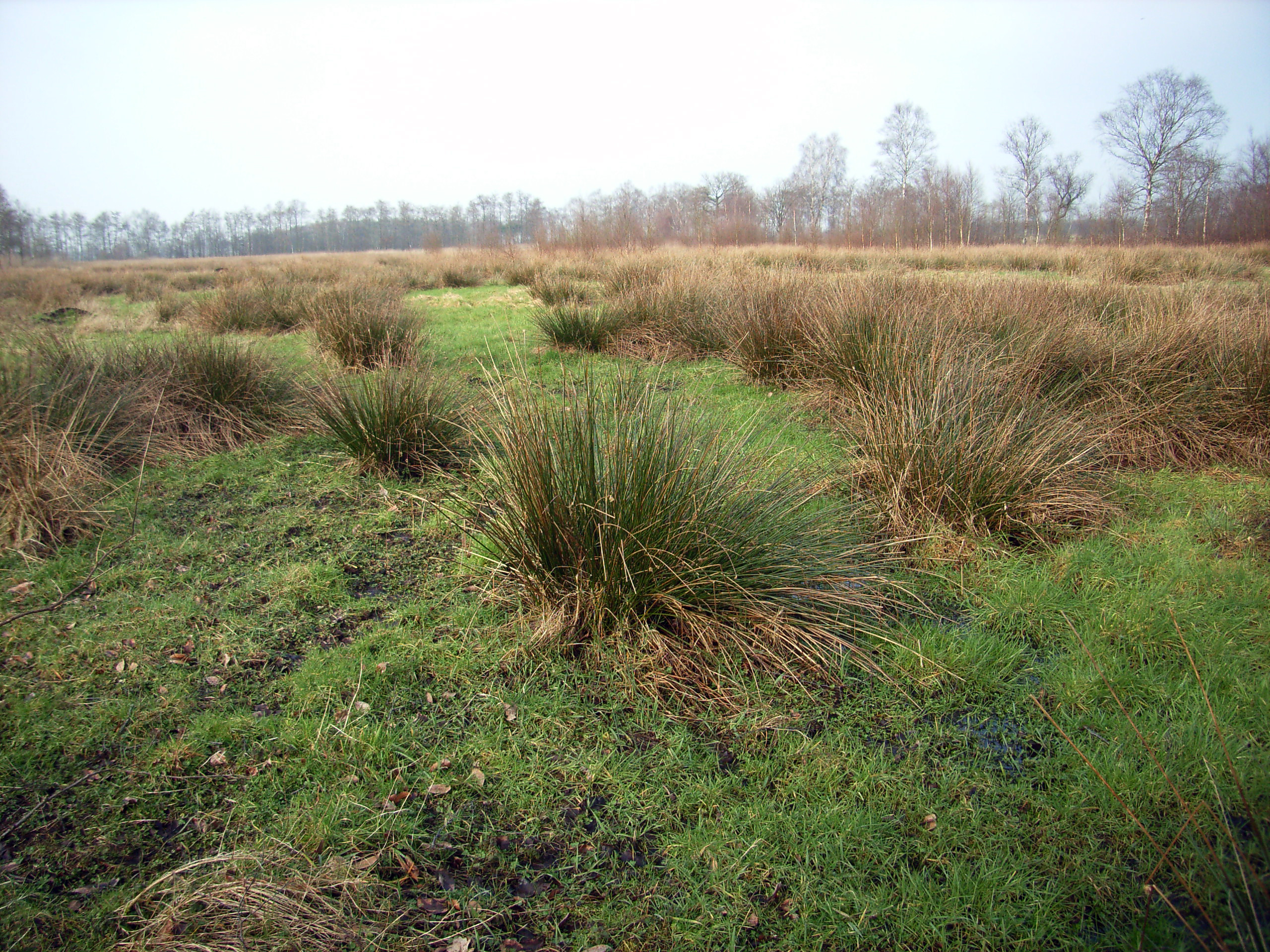
Vochtig grasland gedomineerd door russen met dominantie van pitrus

Het vochtig grasland gedomineerd door russen is een karteringseenheid in de Biologische Waarderingskaart (BWK) van Vlaanderen en het Brussels Hoofdstedelijk Gewest met als code hj.
In de vegetatiekunde wordt dit biotoop vertegenwoordigd door romp- en derivaatgemeenschappen uit de klasse van matig voedselrijke graslanden (Molinio-Arrhenatheretea), de weegbree-klasse (Plantaginetea) en de klasse van hoogveenslenken (Scheuchzerietea).
Vochtige graslanden gedomineerd door russen worden over het algemeen gewaardeerd als 'Biologisch waardevol', maar zeer soortenrijke vegetatie kan ook de waardering 'Biologisch zeer waardevol' meekrijgen.

## Naamgeving, etymologie en codering
- BWK-code: hj
- Syntaxoncode (Nederland): 10DG01 Derivaatgemeenschap van pitrus en veenmos (Juncus effusus-Sphagnum-[Scheucherietea]), 16RG04 Rompgemeenschap van pitrus (Juncus effusus-[Molinietalia/Lolio-Potentillion])
- Natura 2000 code: geen
- Corine biotope: 37.217 - Prairies à Jonc diffus, 53.5 - Jonchaies hautes
- Eunis Habitat Types: E3.417 Soft rush meadows, D5.3 Swamps and marshes dominated by Juncus effusus or other large Juncus spp.

## Kenmerken
Onder de noemer 'vochtig grasland gedomineerd door russen' worden alle door pitrus en/of zeegroene rus gedomineerde graslanden en ruigtes verzameld. Pitrusvegetaties kunnen voorkomen op een brede waaier van bodemtypes, maar zeegroene rus verkiest kleigrond of kalkhoudend leem. De standplaatsen hebben dikwijls te kampen met hoge en veranderlijke grondwatertafels, en zelfs brakke omstandigheden zijn niet uitgesloten. Ook de voedselrijkdom is vaak aan grote schommelingen onderhevig. 
In de praktijk gaat het meestal over matig voedselrijke, laaggelegen permanente weilanden, gekapte natte struwelen, uitgedroogde vennen en recente geplagde natte heidevegetaties.
In deze graslanden zijn de boomlaag en de struiklaag meestal afwezig. De kruidlaag is soortenarm, met dominantie van grassen en grasachtige planten.

## Verspreiding en voorkomen
Vochtige graslanden gedomineerd door russen zijn in Vlaanderen zeldzaam tot vrij zeldzaam. Ze komen vooral voor in de centrale en zuidelijke Kempen, in de Zandleem- en Leemstreek. In de Polderstreek en de Duinstreek zijn ze zeer zeldzaam.

## Soortensamenstelling
Er zijn slechts twee indicatieve soorten voor deze graslanden, de pitrus en de zeegroene rus.
Opmerking: Vegetatie met pitrus en/of zeegroene rus, waarin indicatieve soorten van andere eenheden voorkomen, worden in principe onder deze ander eenheid geplaatst.
| Indicatief / Begeleidend | Triviale naam | Botanische naam | Opmerking | Afbeelding |
| ------------------------ | ------------- | --------------- | --------- | ---------- |
| I                        | Pitrus        | Juncus effusus  |           |            |
| I                        | Zeegroene rus | Juncus inflexus |           |            |